# Aoi Tori no Shinwa Blue Myth
Aoi Tori no Shinwa Blue Myth (青い鳥の神話―Blue myth overture) est un manga de Masami Kurumada publié en 1998. 
L'histoire se porte sur le baseball. Aoi Tendo perd son frère lorsque celui-ci rentre d'un championnat de baseball. Voulant le venger car il n'a pas pu remporter la victoire, il décide d'utiliser sa force surhumaine pour devenir le meilleur lanceur. Il rencontre Ai, la seule personne pouvant rattraper une de ces balles. Commence alors l'histoire de ce duo.
Ce manga ne contient que deux chapitres mais comme l'annonce le titre « overture », ce n'est que le prologue d'une série abandonnée.